# 크레이지 리치 코리안
《크레이지 리치 코리안》은 한국방송공사 예능 프로그램이다.

## 기획의도
"얼마나 미쳐야 세계 무대에서 성공할 수 있을까?"
K-FOOD, K-POP, K-DRAMA, K-BEAUTY  전세계 문화의 큰 흐름이 된 대한민국! 
그 중심에는 K-PEOPLE, <월드클래스> 한국인이 있다. 
이들을 세계 무대에 서게 한 ‘크레이지’함은 무엇일까? 열정 부자, 흥 부자, 노력 부자…   
저마다의 ‘리치’를 자랑하는 세계 속 한국인들의 일터를 관찰하며 그들의 <월드클래스> 성공 스토리를 살펴본다.

## 방송 시간

### 본방송
| 방송 채널 | 방송 기간                         | 방송 시간                    | 방송 시간                    | 방송 분량 |
| --------- | --------------------------------- | ---------------------------- | ---------------------------- | --------- |
| KBS 2TV   | 2025년 6월 15일 ~ 2025년 8월 17일 | 매주 일요일 밤 21:20 ~ 23:00 | 매주 일요일 밤 21:20 ~ 23:00 | 100분     |

## 출연
- 곽튜브
- 박세리
- 전현무
- 지예은

## 방송
- 1회 : 장한나
- 2회 : 장한나,이동국
- 3회 : 장한나,베티박
- 4회 : 싸이,화사 (마마무)
- 5회 : 사이먼 킴,화사 (마마무)
- 6회 :최재우,유준우
- 7회 : 김상식,데니스홍
- 8회 : 넷남매
- 9회 : 피터박,손준호,김소현 부부
- 10회 : 장한나